# Kommandantur
Eine Kommandantur (kurz: Kdtr) ist ein Kommando (militärische Dienststelle) in einer größeren militärischen Einrichtung, wie z. B. einer Festung oder einem Truppenübungsplatz. Sie besteht aus dem Kommandanten und seinem Stab. Auch das Dienstgebäude dieser Behörde wird als Kommandantur bezeichnet.
Die letzte Kommandantur im Sinne einer Kommandobehörde in Deutschland war die Alliierte Kommandantur der Siegermächte nach dem Zweiten Weltkrieg in Berlin-Dahlem. Die Gruppe der Sowjetischen Streitkräfte in Deutschland unterhielt in vielen Städten Kommandanturen, zum Beispiel in Dresden, Frankfurt/Oder, Greifswald, Leipzig, Ost-Berlin, Rostock. 
Als Alte Kommandantur bzw. Kommandantenhaus wird ein Gebäude in der Straße Unter den Linden an der Schloßbrücke (Berlin-Mitte)  bezeichnet, das heute Hauptstadt-Repräsentanz von Bertelsmann ist.

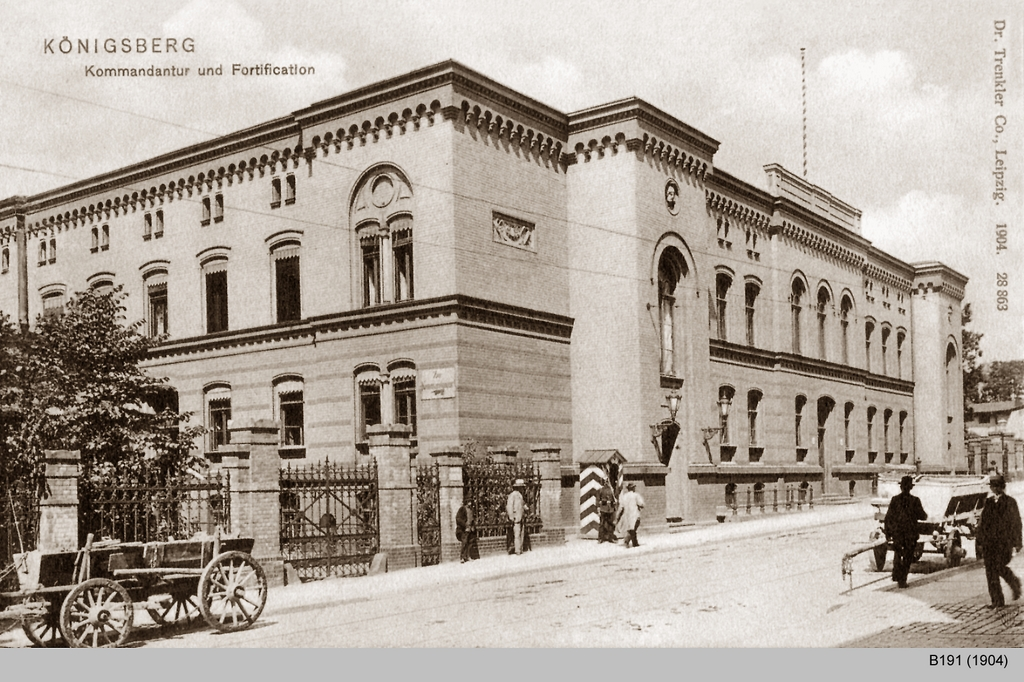
Königsberg
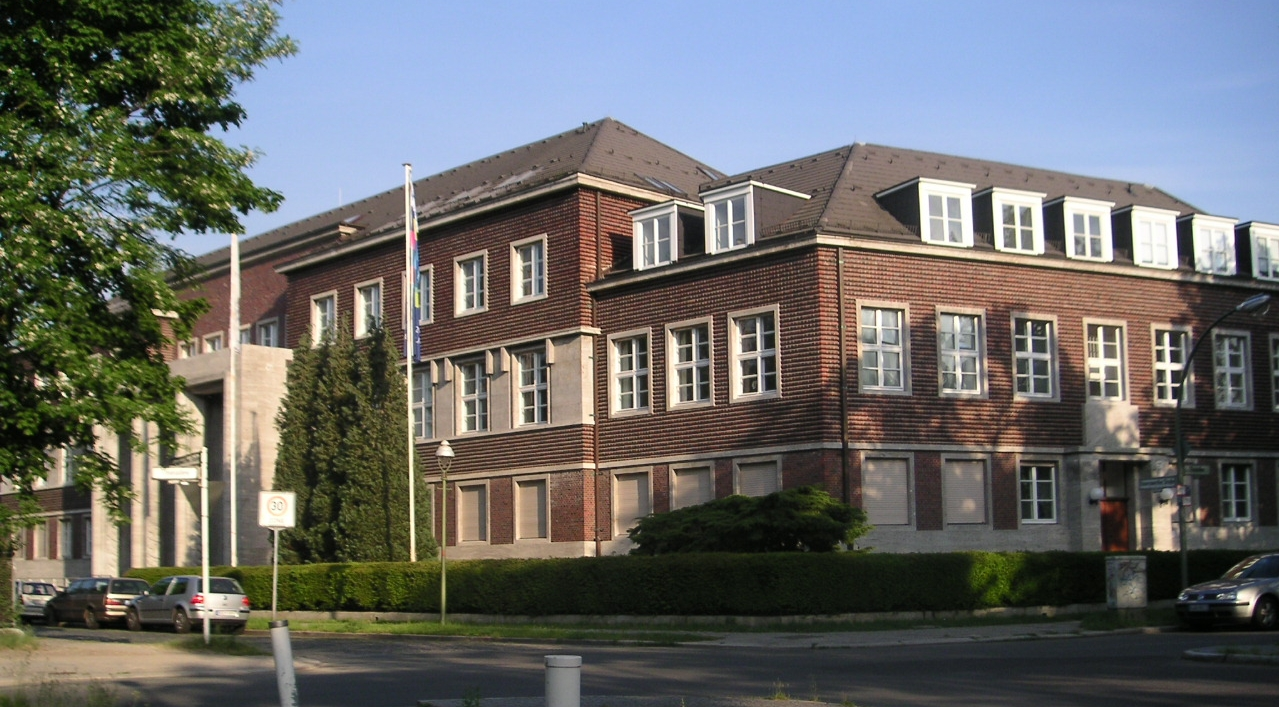
Alliierte Kommandantur Berlin
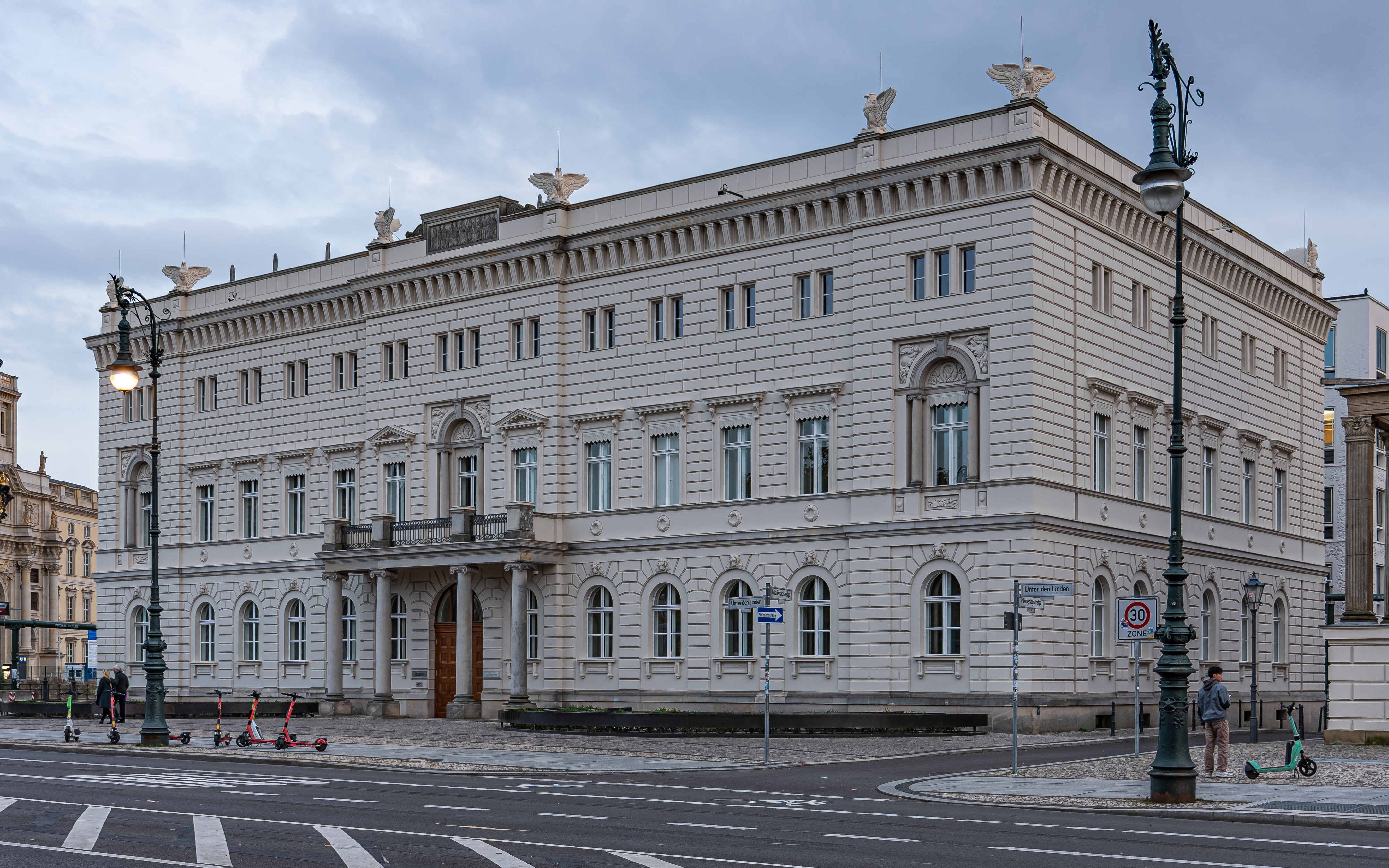
Alte Kommandantur
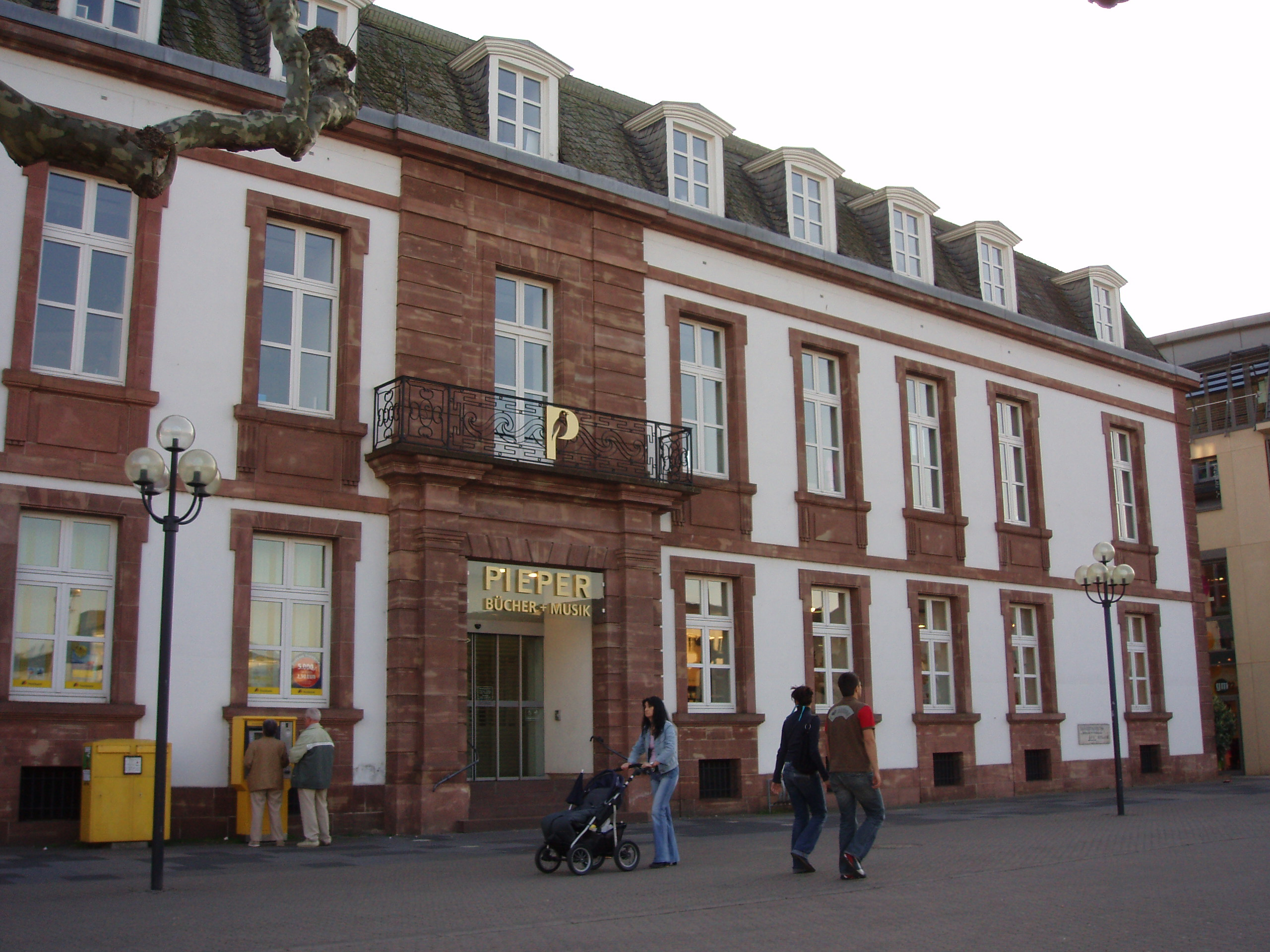
Kommandantur (Saarlouis)
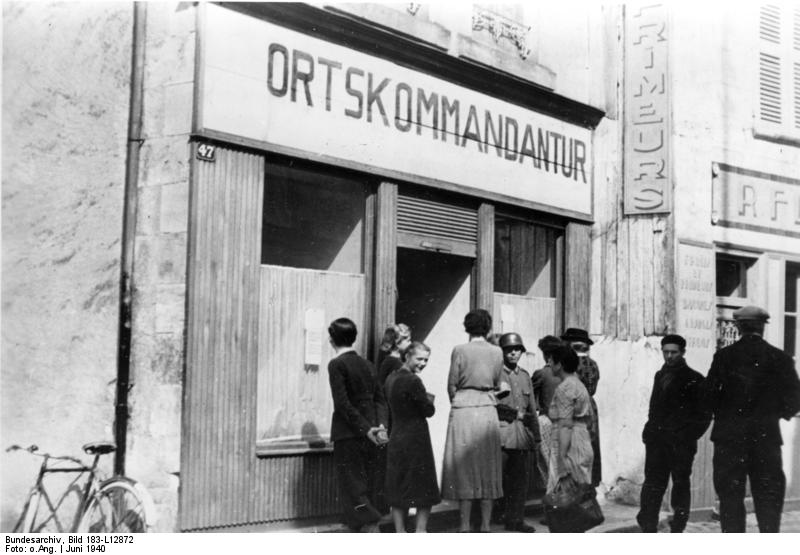
Deutsche Kommandantur in Frankreich (1940)

## Einzelbeiträge
- Michael Falser: Der simulierte Eingang zur Spreeinsel: Die Kommandantur (2003) und das Zeughaus. In: Steinbruch, Mythenraum, Geschichtswerkstatt – die Berliner Spreeinsel und ihr Umfeld nach der deutschen Wiedervereinigung. In: Ders.: Zwischen Identität und Authentizität. Zur politischen Geschichte der Denkmalpflege in Deutschland. Dresden 2008, S. 251f. (Thelem Verlag, ISBN 978-3-939-888-41-3).